# Sewmasch-Werft

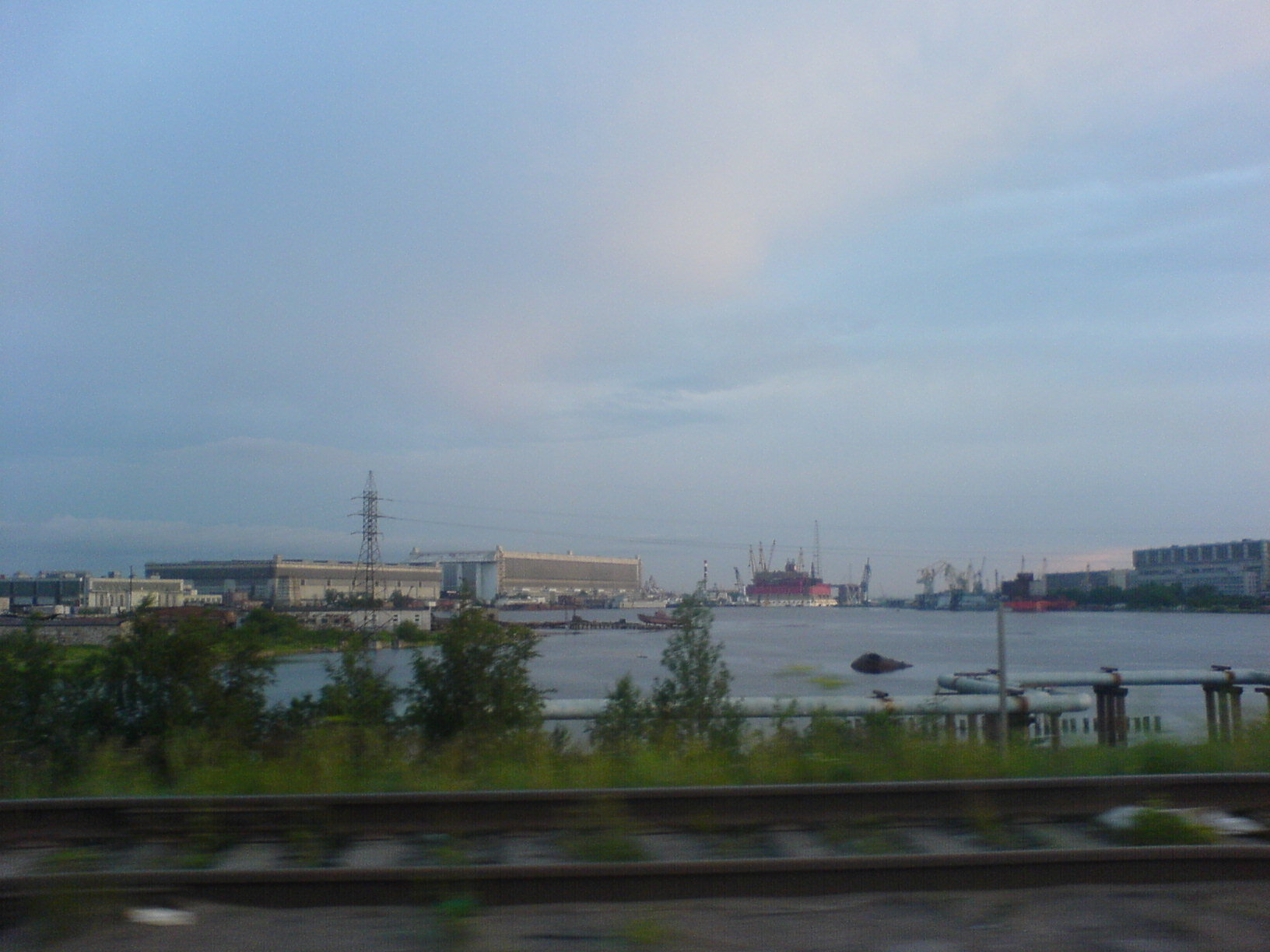
Sewmasch-Werft

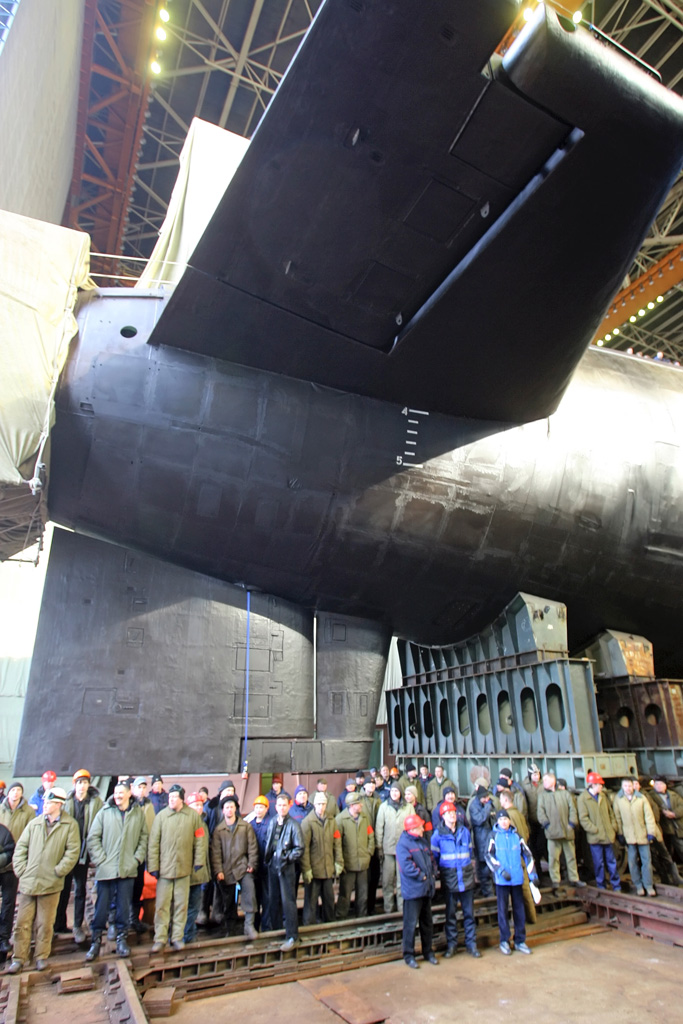
Stapellauf des neuen Atom-U-Bootes Juri Dolgoruki auf der Sewmasch-Werft

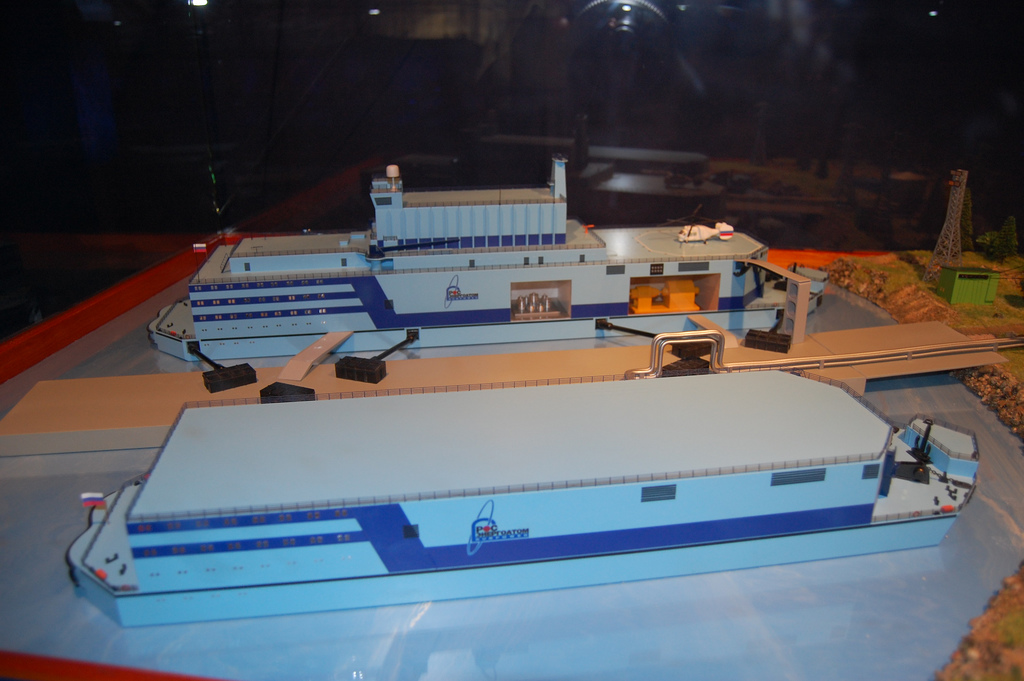
Modell des schwimmenden Kernkraftwerkes Akademik Lomonossow

Der russische Werftkomplex Sewmasch (russisch Северное машиностроительное предприятие, kurz Севмаш, Nördliches Maschinenbau-Unternehmen) befindet sich in der Hafenstadt Sewerodwinsk am Weißen Meer.
Seit 2007 gehört Sewmasch zur russischen Schiffbauholding United Shipbuilding Corporation.

## Gründung
1935/36 begann die Standortsuche für eine neue Marinewerft in Archangelsk auf dem Gebiet des Nikolo-Korelsky-Klosterareals in Nikolsky an der Mündung der Nördlichen Dwina. Im Jahr 1936 wurde mit dem Bau der Werft begonnen und der Produktionsbeginn startete im Dezember 1939 mit der Kiellegung des ersten Schlachtschiffes Sowjetskaja Belorussija.
Die Werft wurde das wichtigste Unternehmen des staatlichen russischen Zentrums für Atomschiffbau.

## Produktion für die Marine und Meerestechnik
Auf der Werft und dem dazugehörigen Maschinenbaukomplexen mit rund 25.000 Beschäftigten befinden sich neben den schiffbaulichen Werkstätten und Hallen auch fast alle für die hier entstehenden schwimmenden Objekte notwendigen Gewerke der Schiffbauzulieferindustrie.
Sewmasch ist die größte russische Werft für Neubau und Reparaturen mit einem riesigen Areal im Hafen von Sewerodwinsk, wo seit den 1950er-Jahren Marineschiffe und U-Boote gebaut werden. Die meisten russischen U-Boote, sowohl dieselelektrische als auch Atom-U-Boote unterschiedlicher Typen, liefen hier vom Stapel. Mit dem ersten sowjetischen Atom-U-Boot, der Leninski Komsomol, begann 1954 der Bau von Atom-U-Booten. Bis zum Jahr 2013 wurden rund 130 Atom-U-Boote von dieser Werft fertiggestellt.
Auch sehr komplexe schwimmende Objekte wie Bohrplattformen oder sogar ein schwimmendes Kernkraftwerk wurden oder werden hier gebaut. Das schwimmende Kernkraftwerk Akademik Lomonossow, Baubeginn im April 2007, wurde zunächst hier entwickelt, ehe die Konstruktion 2008 an das Baltische Werk in Sankt Petersburg verlegt wurde. Auch die von Greenpeace 2012 und 2013 jeweils für einige Stunden geenterte und für den staatlichen Energiekonzern Gazprom bestimmte Priraslomnaja-Ölbohrinsel entstand auf dieser Werft.

## Internationale Sanktionen
Im März 2022 wurde Sewmasch auf eine Sanktionsliste der Europäischen Union gesetzt.